# Veroboard
Veroboard  est un matériau polyvalent pour la construction de circuits électroniques sous la forme de plusieurs bandes de cuivre laminé sur un panneau rigide isolant, chaque bande étant percée de trous permettant le passage des pattes des composants électroniques. Il diffère des circuits imprimés dédiés (ou PCB de l'anglais printed circuit board) par le fait qu'une variété de circuits électroniques peut-être être construite à l'aide d'une carte de circuit standard.
Depuis son origine et développement par Vero Precision Engineering Ltd (en) (VPE), dans les années 1960, Veroboard fut le précurseur de nombreux types de cartes de circuit prototype qui, avec une utilisation mondiale de plus de cinq décennies, sont connus comme Stripboard.
La société britannique  Vero Technologies Ltd (en) détient actuellement la marque Veroboard pour le Royaume-Uni.
En Amérique, la marque de commerce de Veroboard est maintenant tenue par la société canadienne Pixel Print Ltd de Vancouver.
Les termes génériques « veroboard » et « stripboard » sont maintenant considérés comme synonymes. Par antonomase, on appelle en français "Veroboard" toutes les cartes de prototypage électronique, quel que soit le fabricant, et quel que soit les connexions cuivrées : par bandes, par groupes de trois trous, voire sans cuivre.

## Histoire
Le département électronique VPE a été formé au début de 1959, quand le directeur général Geoffrey Verdon-Roe, fils de Alliott Verdon-Roe, a engagé deux ex-employés de Saunders-Roe Ltd, Peter H Winter (département de conception d'avion) et Terry Fitzpatrick (division de l'électronique).
Après l'échec d'un projet pour développer un contrôle de machine-outil, le matériel du département a survécu à la suite du succès de l'invention et du développement du nouveau matériel électronique : Veroboard.
Le PCB devenu monnaie courante dans la production électronique dans le milieu des années 1950 et des nouveaux équipements utilisant des PCB s'affichaient à l'exposition de 1959 Fédération de fabricants de radios et composants électroniques (RECMF), tenue à l'hôtel The Dorchester, Park Lane, Londres.
La configuration habituelle pour la plupart des PCB de l'époque avait des composants placés dans un modèle régulier avec le circuit formé par des voies conductrices labyrinthiques. Une alternative intéressante, proposée par Fitzpatrick après avoir visité l'exposition RECMF au nom de VPE, envisageait un circuit standard offrant des conducteurs linéaires sur lequel les composants pourraient être convenablement placés et connectés aux conducteurs pour produire le circuit requis.
Une demande de brevet a été déposée immédiatement et l'invention a été développée pour VPE par les associés ingénieurs Winter, Fitzpatrick et les ingénieurs de machine-outil.

## Production
La production de ce nouveau produit, le Veroboard, a été entreprise par le département de machine-outil de VPE.
Acheté en plaques de 1,6 mm cuivré, le circuit imprimé a été coupé pour donner des planches d'une taille de 122 × 456 mm puis usiné pour former le produit final selon la spécification originale de Veroboard. Un outil multiple fraiseuse, qui comprend une banque de fraises de côté-et-face avec les dents de coupe de forme adéquate, a été fabriqué puis utilisé pour retirer une partie du cuivre collé sur chaque carte, laissant 21 bandes conductrices. Pour une deuxième opération, un outil spécial avec 63 punch bits durcis de 1,35 mm de diamètre, monté sur un bloc de base solide a été construit pour répéter et poinçonner une matrice de trous, d'un espacement de 5,0 mm, à travers les bandes de cuivre et le substrat.
Beaucoup de problèmes de qualité dimensionnelle, matérielle et d'outillage ont été rencontrés avant que des panneaux finis de qualité acceptable puissent être produites en quantité. Avec l'expérience des taux de production améliorée, en 1961 Vero Electronics Ltd a été créée comme une société distincte sur le marché des ventes croissantes de Veroboard.

## Utilisation
Comme pour les autres stripboards, à l'aide de Veroboard, les composants sont convenablement positionnés et soudés aux conducteurs pour former le circuit requis. Il est possible de faire des coupures dans les pistes, généralement autour de trous, afin de diviser les bandes en plusieurs nœuds électriques permettant la complexité accrue de circuit.
Il existe aussi une version de carte de prototypage sans les pistes cuivrées. On peut alors insérer des supports de composants dans les trous, ces supports disposant de longues "pattes" permettant d'effectuer la connexion entre les composants par wrapping. Cette méthode est surtout utilisée pour l'interconnexion de circuits intégrés, où le nombre de connexion à effectuer devient trop important pour pouvoir être simplement effectué avec les bandes cuivrées.
 
Ce type de carte de circuit peut-être être utilisé pour le développement initial de circuit électronique, de construire des prototypes pour le banc de test ou de production d'unités électroniques complètes en petite quantité. Veroboard a été utilisé pour la première fois dans la construction de prototypes au sein du département électronique de VPE en 1961. Les images d'une sous-unité, qui faisait partie d'un compteur binaire, montrent clairement les composants assemblés et les discontinuités dans les bandes de cuivre.

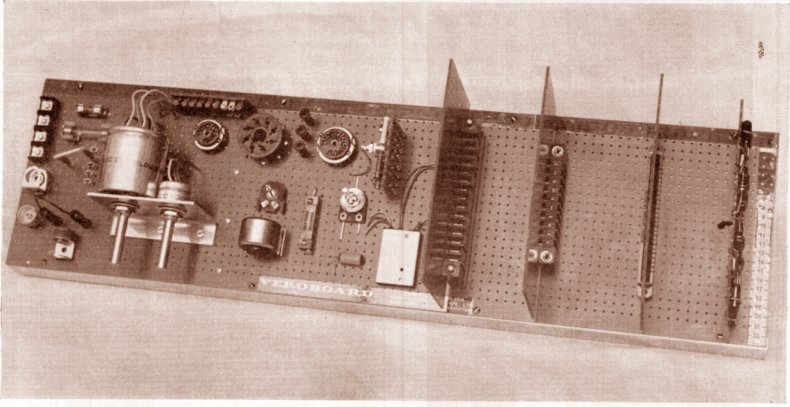
Assemblage de Veroboard - 1961

Un certain nombre de ces sous-unités ont été reliés entre elles par l'intermédiaire de connecteurs montés sur une carte mère très similaire à celle montrée dans l'image Assemblage de Veroboard. Il peut être intéressant de noter que chaque sous-unité a une capacité numérique équivalente à 1/2 octets de stockage de données - c'est-à-dire 2 000 000 seraient nécessaires pour stocker 1 Mo.
Dans les années 1970, les deux formes de Veroboard ont été produits avec un espacement des trous de 0,15 pouce (3,75mm) et de 0,1 pouce (2,54 mm). La plus grande taille était considérée comme plus facile à assembler, surtout à une époque où de nombreux constructeurs étaient encore plus familier avec les tubes à vide.
Les circuits intégrés (IC) de plus en plus populaires en boitier Dual Inline Package tenaient uniquement sur les planches de 2,54 mm qui est devenu la taille dominante. Un autre type spécial nommé Verostrip a été spécialement conçu pour accueillir des ICs.
La polyvalence du produit de type veroboard/stripboard est démontrée par le grand nombre d'exemples de conception qui se trouvent actuellement sur Internet.

## Mise à jour
L'avènement de l'environnement de développement intégré Arduino, conçu pour présenter la programmation informatique aux nouveaux arrivants, peu familiers avec le développement de logiciels, présente une nouvelle opportunité d'utiliser les cartes de prototypage.